# سیارک ۷۲۲۹
سیارک ۷۲۲۹ (به انگلیسی: 7229 Tonimoore، نامگذاری:1985RV) هفت هزار و دویست و بیست و نهمین سیارک کشف شده‌است که در ۱۲ سپتامبر ۱۹۸۵ کشف شد.
قدر مطلق سیارک برابر ۱۵٫۶۰ است.